# Thomisus baghdeoi
Thomisus baghdeoi là một loài nhện trong họ Thomisidae.
Loài này thuộc chi Thomisus. Thomisus baghdeoi được Pawan U. Gajbe miêu tả năm 2004.